# Ľudovít Fulla
Ľudovít Fulla (Rózsahegy, 1902. április 27. – Pozsony, 1980. április 21.) szlovák festő és grafikus. Martin Benka és Janko Alexy mellett a modern szlovák festészet vezéralakja.

## Élete
Egyetlen fiú volt egy ötgyermekes családban. Az alsókubini kereskedelmi akadémiára járt. A középiskola elvégzése után Gustav Mally magánfestőiskolájában tanult Pozsonyban. Ezután a prágai Iparművészeti Iskolában Hofbauer és Kysela professzor növendéke lett. Ezután a szenicei líceumban, majd a malackai gimnáziumban, 1929 és 1939 között a pozsonyi Iparművészeti Iskolában tanított. Itt barátkozott össze Mikuláš Galandával. 1949-től a pozsonyi Képzőművészeti Akadémia díszítőfestészet tanszékét vezette. 1962-ben tért vissza szülővárosába, Rózsahegyre.

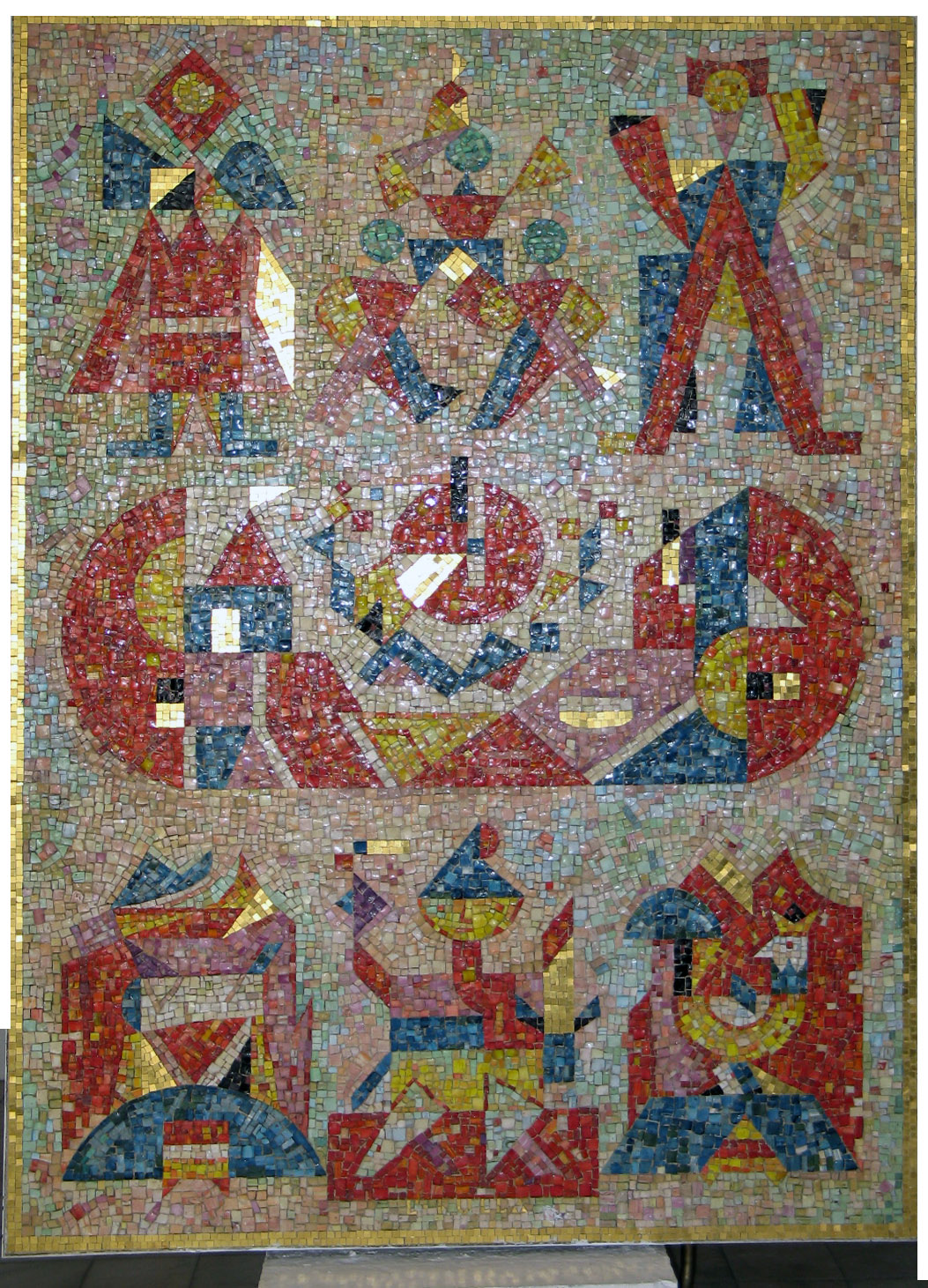
Mozaik a Ľudovít Fulla Galériában

Nagy hatással volt rá Marc Chagall, Vaszilij Kandinszkij, Pablo Picasso és Paul Klee, valamint a szlovák népművészet.

## Művei (válogatás)

### Festmények
- Gyermekek a tenger mellett - olaj, vászon, 1929
- Madonna és angyal – olaj, vászon, 1929
- Halászok - olaj, vászon, 1930
- Léggömbök - olaj, vászon, 1930
- Kiűzetés a Paradicsomból – olaj, vászon, 1932, Prágai Nemzeti Galéria (l. sz. O3439)
- Dal és mű - olaj, vászon, 1934-1935
- Madonna angyalokkal - tempera és olaj, vászon, 1946
- Szlovák esküvő - olaj, vászon, 1946
- Jánošík fehér lovon - olaj, vászon, 1948
- Szlovák menyasszony - olaj, vászon, 1949
- Zsuzsanna és a vének - olaj, vászon, 1960

### Grafikák
- A Notre Dame Párizsban – fametszet, 1938
- Szeles Pozsony - színes linómetszet, 1957
- Madártáj - színes linómetszet, 1961

### Gobelinek
- Dal és munka – gyapjúkárpit, 1957
- Triptichon:
  - Mezőgazdaság a múltban - 1957
  - Parasztlakodalom - 1957
  - Mezőgazdaság ma – 1957
- Falusi esküvő – 1959

## Elismerései, díjai
- 1963-ban megkapta a Nemzeti Művésze címet.
- 1936-ban a Milánói Művészeti Vásáron bronzérmmel jutalmazták.
- 1937-ben a Dal és munka című alkotásáért Nagydíjat vehetett át a párizsi világkiállításon.

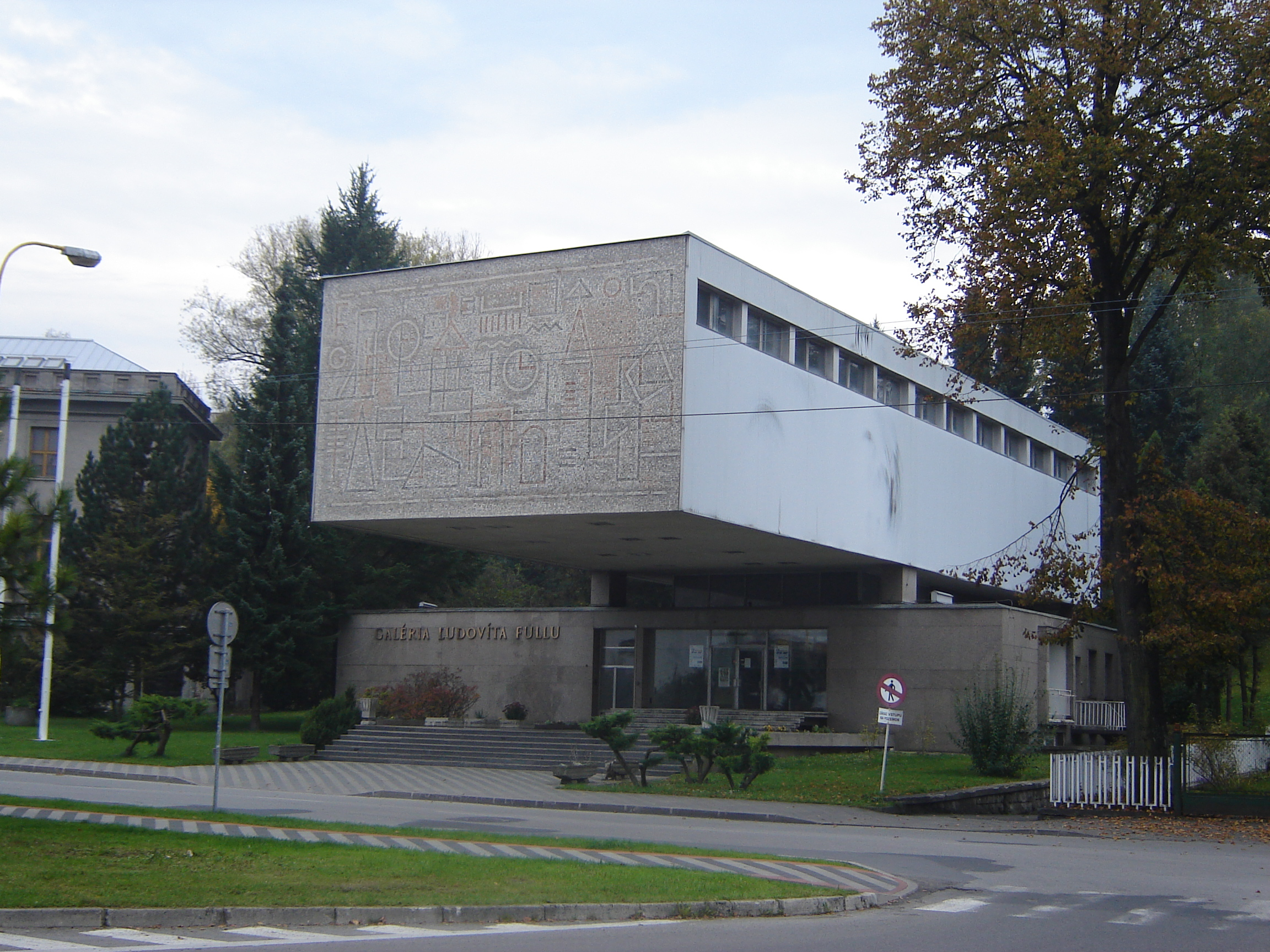
A rózsahegyi Ľudovít Fulla Galéria

## Emlékezete
- 1966-ban és 1977-ben számos művét a rózsahegyi Ľudovít Fulla Galériának adományozta, az épület 1969 óta látogatható.
- Százéves fennállása alkalmából a Szlovák Nemzeti Bank egy Ľudovít Fulla-ezüstérmét vert 200 szlovák korona értékben.
- Könyv róla: Michal Hvorecký: Maliar a chlapec (Monokel, Bratislava, 2019, illusztrálta: Simona Čechová)[10]
- Fulla-generátor Bárki kialakíthatja a Fulla-stílusjegyű portréját.

## Fordítás
- Ez a szócikk részben vagy egészben  a(z)   Ľudovít Fulla című német Wikipédia-szócikk ezen változatának fordításán alapul.  Az eredeti cikk szerkesztőit annak laptörténete sorolja fel. Ez a jelzés csupán a megfogalmazás eredetét és a szerzői jogokat jelzi, nem szolgál a cikkben szereplő információk forrásmegjelöléseként.